# Triakel
Triakel är en folkmusikgrupp från Östersund med sångerskan Emma Härdelin, Kjell-Erik Eriksson på fiol, samt Janne Strömstedt på tramporgel.  
Gruppen spelar folkmusik och visor, ofta med ursprung från Hälsingland och Jämtland. Medlemmarna har varit verksamma inom svensk folkmusik i grupperna Garmarna och Hoven Droven.

## Bakgrund och verksamhet
Triakel har sitt ursprung i ett nyårslöfte. Efter ett gemensamt firande infriade Kjell-Erik Eriksson och Janne Strömstedt sitt avtal om att uppträda tillsammans med fiol och tramporgel i december 1994. Resultatet blev lyckat och en fortsättning angelägen. Duon förstärktes av sångerskan Emma Härdelin och gruppen var därmed komplett. Gruppnamnet Triakel kom till långt senare och är en jämtländsk benämning på söt svart lakrits.
Triakel spelar visor som ofta har sitt ursprung i Jämtland eller Hälsingland som är medlemmarnas hemtrakter. Musiken är lågmäld men laddad och arrangemangen byggs upp kring Härdelins sång som utgör kärnan i ljudbilden. Ett uttryck för medlemmarnas längtan till det akustiska och enkla som en motvikt till deras i övrigt elektrifierade och volymstarka musikaliska vardag. 
Triakel släppte sitt första studioalbum 1998, och året därpå spelade trion in den nyskrivna millenniepsalmen Innan Gryningen tillsammans med Benny Andersson. Den hamnade även på Triakels andra studioalbum Vintervisor. Albumet innehöll traditionella julsånger men också en trettondagsvisa, en ödesmättad adventspsalm, samt Knalle Juls Vals av Evert Taube och Julvisa i Finnmarken med text av Dan Andersson.
Tredje albumet som släpptes 2004 innehöll sånger från sextiotredje breddgraden med texter om död, kärlek, ångest och längtan. Tidlös problematik där starka händelser blandades med rätt så triviala. Triakels fjärde album, som släpptes 2011, var tillägnat folksångerskan Ulrika Lindholm (1886-1977) från Raukasjö i Jämtland.
2014 släpptes det femte albumet, som var tillägnat vissångerskan och cittraspelaren Thyra Karlsson (1912-2001) från Alanäs.
Trion har turnerat runtom i Sverige, och även turnerat i ett tiotal europeiska länder. Dessutom har gruppen framträtt vid ett flertal tillfällen såväl i USA som Kanada. 2018 spelade Triakel i Bibliotheca Alexandrina i Egypten.
Deras studioalbum har även givits ut på licens i Tyskland och USA samt exporteras till bland annat England, Japan, Nederländerna, Portugal, Slovenien och Sydafrika.
2019 släpptes albumet Händelser i Nord, som var en djupdykning i arkiven efter visor om jämtländska drunkningsolyckor, knivgäng i Hälsingland, postrån i Norrbotten och livsöden i Lappland.
Triakel utsågs till ”Årets Grupp” vid Folk- och världsmusikgalan 2020.
I januari 2023 släpptes singeln Enighet ger styrka tillsammans med sångerskan Ellen Sundberg.

## Diskografi

### Album
- 1998 – Triakel
- 2000 – Vintervisor
- 2004 – Sånger från 63° N
- 2005 – 10 år med Triakel/10 years of Triakel (samlingsalbum endast släppt i begränsad upplaga)
- 2011 – Ulrikas minne – visor från Frostviken
- 2014 – Thyra
- 2019 – Händelser i Nord

### Singlar
- 1999 – Innan gryningen
- 2015 – Sparksången
- 2020 – Du gamla du fria
- 2021 – Jämtlandssången
- 2023 – Enighet ger styrka (tillsammans med Ellen Sundberg)